# خباري العوازم
خباري العوازم. نسبة إلى قبيلة العوازم . 
وكان في السابق يسكنها قبيلة العوازم في أوقات الربيع والشتاء وسميت بهذا الاسم عليهم، وفيها مياه (خباري) من الأمطار كان يقون فيها الإبل والغنم
منطقة صحراوية في الشمال الغربي من دولة الكويت. وهي تبعد عن الكويت العاصمة بحوالي 150 كيلو متر.
وهي مكان منخفض من الأرض تتجمع فيه مياه الأمطار.
تم بناء منفذ (معبر التحالف). في هذه المنطقة عام 2003 بتعاون مع الحكومة العراقية والأمريكية وبقيادة كويتية. وتم افتتاحه عام 2007.